# Gratsian Botev
Gratsian Botev (n. 12 decembrie 1928, Luga, RSFS Rusă, URSS – d. 16 august 1981, Leningrad, RSFS Rusă, URSS) a fost un caiacist ce a reprezentat Uniunea Republicilor Sovietice Socialiste, medaliat olimpic. A participat la o ediție a Jocurilor Olimpice (1956) în care a câștigat o medalie de aur și o medalie de argint.